# اچ‌ام‌اس کامپانیا (دی۴۸)
اچ‌ام‌اس کامپانیا (دی۴۸) (به انگلیسی: HMS Campania (D48)) یک کشتی بود که طول آن ۵۴۰ فوت (۱۶۰ متر) بود. این کشتی در سال ۱۹۴۳ ساخته شد.